# ザ・ファイアクリスタル
『ザ・ファイヤークリスタル』 (The Fire Crystal) は、ビーピーエス（Bullet-Proof Software）が開発したファンタジーコンピュータロールプレイングゲームである。作者はBPS社社長のヘンク・ブラウアー・ロジャース。
事実上の日本初のコンピュータRPGである『ザ・ブラックオニキス』（以下、前作と略す）の続編である。MSX版のタイトルは"The Black Onyx II Search for the Fire Crystal"(ザ・ブラックオニキスII サーチ・フォー・ザ・ファイヤー・クリスタル「ファイヤークリスタルを求めて」)である。家庭用機に移植された初作と異なり、日本国内のパソコン向けだけが発売された。

## 概要
このゲームをプレイするにあたっては、キャラクター作成のため前作を必要とし、前作で育て上げたキャラクタを継続して使用することができる。
ゲーム内容は、ウツロ(Utsuro)の町の寺院に入り、謎の石像オラクル (Oracle) から魔法を使うことが出来るファイヤークリスタルを授かり、数々の迷宮の謎を解き、全てのファイヤークリスタルを支配できる真のファイヤークリスタルを獲得するもの。
続編である『ザ・ムーンストーン』(The Moonstone)はBPSで何度か作られていたが、発売されることなく現在に至っている。

## 書籍
- 蘇るPC-8801伝説 永久保存版 ､アスキー書籍編集部 (編集)､当ゲーム収録